# Maksymilian Kruczała

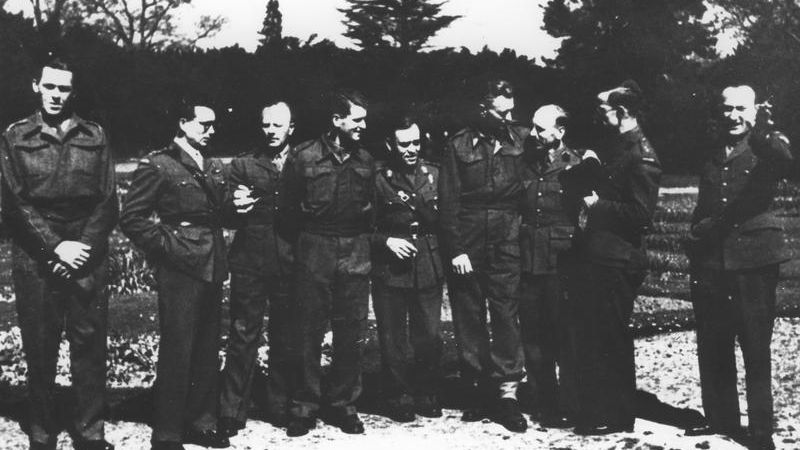
Grupa instruktorów cichociemnych, od lewej: por. Mieczysław Różański, kpt. Maksymilian Kruczała, por. Eugeniusz Janczyszyn, ppor. Jerzy Zubrzycki, por. Aleksander Ihnatowicz, mjr Józef Hartman, Jan Kazimierski, por. Antoni Pospieszalski, ppłk Stefan Piotrowski

Maksymilian Robert Kruczała (ur. 6 maja 1905, zm. 25 marca 1994 w Londynie) – podpułkownik saperów Polskich Sił Zbrojnych, inżynier.

## Życiorys
Urodził się 6 maja 1905. Ukończył gimnazjum. 
Od 1927 do 1928 kształcił się w Szkole Podchorążych Piechoty w Różanie. Absolwent Szkoły Podchorążych Inżynierii (VII promocja 1928–1931). 15 sierpnia 1931 Prezydent RP Ignacy Mościcki mianował go podporucznikiem ze starszeństwem z 15 sierpnia 1930 i 7. lokatą w korpusie oficerów inżynierii i saperów, a minister spraw wojskowych wcielił do 2 batalionu saperów w Puławach. Awansowany na stopień porucznika ze starszeństwem z dniem 1 stycznia 1933. W 1938 został przyjęty do Wyższej Szkoły Inżynierii w Warszawie, w charakterze słuchacza Kursu 1938–1940. Na stopień kapitana został mianowany ze starszeństwem z 19 marca 1939 i 50. lokatą w korpusie oficerów saperów, grupa liniowa.
Po wybuchu II wojny światowej podczas kampanii wrześniowej pełnił stanowisko zastępcy dowódcy 10 batalionu saperów. Po przedostaniu się do na Zachód wstąpił do Wojska Polskiego we Francji. Uczestniczył w kampanii francuskiej 1940 jako dowódca kompanii saperów 2 pułku Grenadierów Wielkopolskich. Po upadku Francji trafił do Wielkiej Brytanii i wstąpił do Polskich Sił Zbrojnych. Od 1941 do 1944 podczas szkolenia przyszłych cichociemnych prowadził kurs minerstwa, a także konstruowania, podkładania i rozbrajania ładunków wybuchowych. Był oficerem technicznym i zastępcą dowódcy 2 kompanii 1 batalionu saperów, funkcjonującego w Szkocji w latach 1940–1942. Później był dowódcą 9 kompanii 4 batalionu saperów, działającym od 1945 do 1947. Został awansowany na stopień majora, a później na stopień podpułkownika.
Po wojnie pozostał na emigracji w Wielkiej Brytanii. Zmarł 25 marca 1994 w Londynie. Jego prochy zostały pochowane w kolumbarium przy kościele św. Andrzeja Boboli w Londynie. Był żonaty z Henryka Święchowską (1908–1995), która była stomatologiem.

## Ordery i odznaczenia
- Krzyż Kawalerski Orderu Odrodzenia Polski (15 stycznia 1987)[7]
- Srebrny Krzyż Zasługi[1]